# Ордовицијум
Ордовицијум је друга од шест геолошких периода палеозоикa, и обухвата време од пре око 488,3±1,7 до пре око 443,7±1,5 милиона година. Ордовицијуму претходи камбријумска периода a следи га силурска периода. Ова периода је добила име по велшком племену Ордовик (енгл. Ordovices), први ју је дефинисао Чарлс Лапворт 1879, да би разрешио расправу између следбеника Адама Сеџвика и Родерика Мурчинсона, који су смештали исте наслаге стена северног Велса у камбријум и силур. Лапворт је препознао да је фосилна фауна из спорног стратума различита и од камбријумске и од силурске, и схватио да би те стене требало сместити у засебну геолошку периоду.

## Датирање ордовицијума
Почетак ордовицијума је обележен изумирањем које се догодило пре око 488.3 ± 1,7 милиона година и трајао је око 44,6 милиона година. Завршетак ове периоде обележило је масовно изумирање врста пре око 443.7 ± 1,5 милиона година, којим је у мору нестало око 60% живог света.

## Подела ордовицијума
Ордовицијум је подељен на три епохе у оквиру којих су издвојени векови:
| Периода     | Епоха  | Век      | Почетак, милиони година |
| ----------- | ------ | -------- | ----------------------- |
| Ордовицијум | Горњи  | Ашгил    | 445,6 ± 1,5*            |
| Ордовицијум | Горњи  | Карадок  | 468,1 ± 1,6*            |
| Ордовицијум | Средњи | Ландил   | 471,8 ± 1,6*            |
| Ордовицијум | Средњи | Ланвирин | 471,8 ± 1,6*            |
| Ордовицијум | Доњи   | Арениг   | 478,6 ± 1,7*            |
| Ордовицијум | Доњи   | Тремадок | 488,3 ± 1,7*            |

Званична подела према ICS:
| Периода     | Епоха  | Век        | Почетак (Ma) | Крај (Ma) |
| ----------- | ------ | ---------- | ------------ | --------- |
| Ордовицијум | Горњи  | Хирнантиј  | 445,2        | 443,8     |
| Ордовицијум | Горњи  | Катиј      | 453          | 445,2     |
| Ордовицијум | Горњи  | Сандбиј    | 458,4        | 453       |
| Ордовицијум | Средњи | Даривилиј  | 467,3        | 458,4     |
| Ордовицијум | Средњи | Дапингиј   | 470          | 467,3     |
| Ордовицијум | Доњи   | Флоиј      | 477,7        | 470       |
| Ордовицијум | Доњи   | Тремадокиј | 485,4        | 477,7     |

## Палеогеографија
Током ордовицијума ниво мора је био висок, заправо током тремадока, на основу сачуваних остатака у стенама утврђено је да се догодила највећа светска трансгресија мора.
Током ордовицијума, од јужних континената настаје јединствени континент назван Гондвана. Гондвана се временом кретала према јужном полу. Рани ордовицијум обележила је топла клима, барем у тропским пределима. Океан Панталаса се простирао већим делом северне хемисфере, док су остали мањи океани били Прото-Тетис, Палео-Тетис и др.
Стене настале током ордовицијума су углавном седиментног начина постанка.